# Herrnhut
Herrnhut (górnołuż. Ochranow, cz. Ochranov, pol. hist. Ochranów) – miasto w Niemczech, w kraju związkowym Saksonia, w powiecie Görlitz, na terenie Łużyc Górnych. W roku 2018 liczyło 5922 mieszkańców.
Do 29 lutego 2012 należało do okręgu administracyjnego Drezno. Do 31 grudnia 2012 siedziba wspólnoty administracyjnej Herrnhut. Do 31 lipca 2008 miasto należało do powiatu Löbau-Zittau.

## Historia

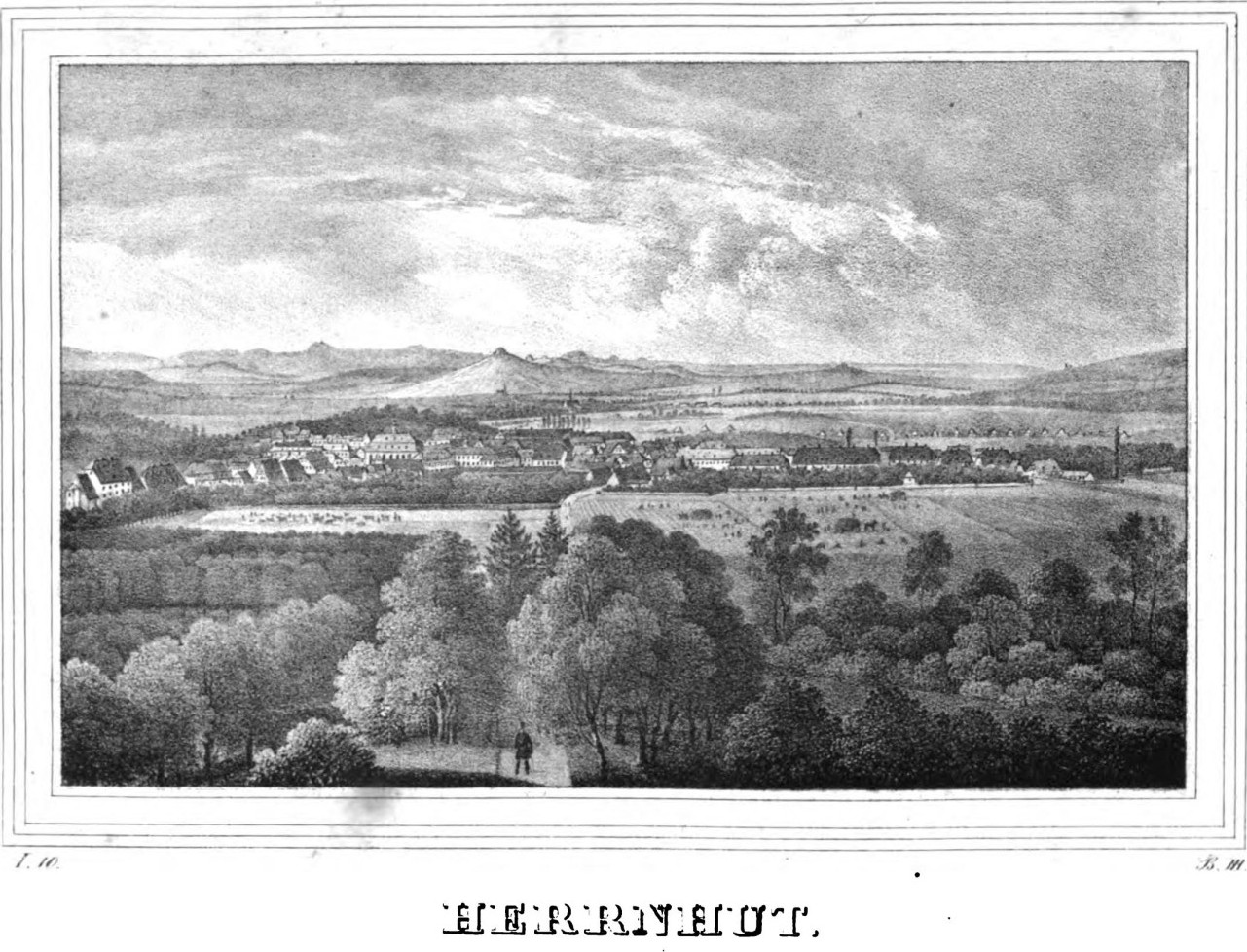
Ochranów w XIX wieku

Założone 1722 na surowym korzeniu jako miejscowość azylowa dla uchodźców religijnych (bracia morawscy), których wsparł duchowo i materialnie hrabia Nikolaus von Zinzendorf - na terenie jego majątku powstała nowa wspólnota wyznaniowa, rygorystyczna moralnie, lecz wprowadzająca elementy dialogu ekumenicznego i dopuszczająca do uczestnictwa w nabożeństwach również chrześcijan innych wyznań. Wkrótce wspólnota z Herrnhut stała się znana na wszystkich kontynentach jako pierwsza protestancka wspólnota organizująca misje. Rozwój wspólnoty wspierał m.in. polski duchowny protestancki Daniel Ernest Jabłoński. Do 1763 miejscowość leżała w granicach unijnego państwa polsko-saskiego. Od 1806 w granicach Królestwa Saksonii połączonego w latach 1807–1815 unią z Księstwem Warszawskim. W 1871 została częścią Niemiec. W 1878 zostało założone Muzeum Etnograficzne.
Miejscowość Herrnhut uzyskała prawa miejskie w 1929. Dziś to niewielkie miasto jest turystyczną atrakcją – posiada niepowtarzalną architekturę i układ urbanistyczny. Zostało zbudowane na planie krzyża greckiego, posiada zabytkowe budowle (zwłaszcza umieszczona centralnie tzw. Wielka Sala (Großer Saal), dla wspólnych zgromadzeń i nabożeństw), dwa muzea, archiwum, założenia parkowe i cmentarne. Szczególnie wielkie wrażenie robi ogromny cmentarz, zwany „Bożą Rolą” (Gottesacker), na którym wszystkie nagrobki wyglądają jednakowo – skromne płyty z piaskowca z imieniem, nazwiskiem, datami życia i cytatem z Biblii lub z kancjonału. Tylko nagrobki założyciela wspólnoty, hr. Zinzendorfa i jego najbliższej rodziny zostały (bez ich zgody) wyróżnione.
Wspólnota z Herrnhut istnieje w swojej macierzystej miejscowości do dziś i jest znana jako herrnhuci. Struktura wspólnot herrnhuckich była wykorzystywana jako wzór dla izraelskich kibuców.
1 stycznia 2011 do miasta przyłączono gminę Großhennersdorf, a dwa lata później gminę Berthelsdorf.

## Zabytki
- Pałac, wzniesiony w latach 1725–1727 i przebudowany w latach 1748–1781
- Dwór Wójta (Vogtshof), wzniesiony w latach 1730–1746
- Wiadukt
- Dom Gildii
- Dworzec kolejowy

## Współpraca
Miejscowości partnerskie:
- Bad Boll, Badenia-Wirtembergia
- Karlstetten, Austria
- Suchdol nad Odrou, Czechy

## Galeria

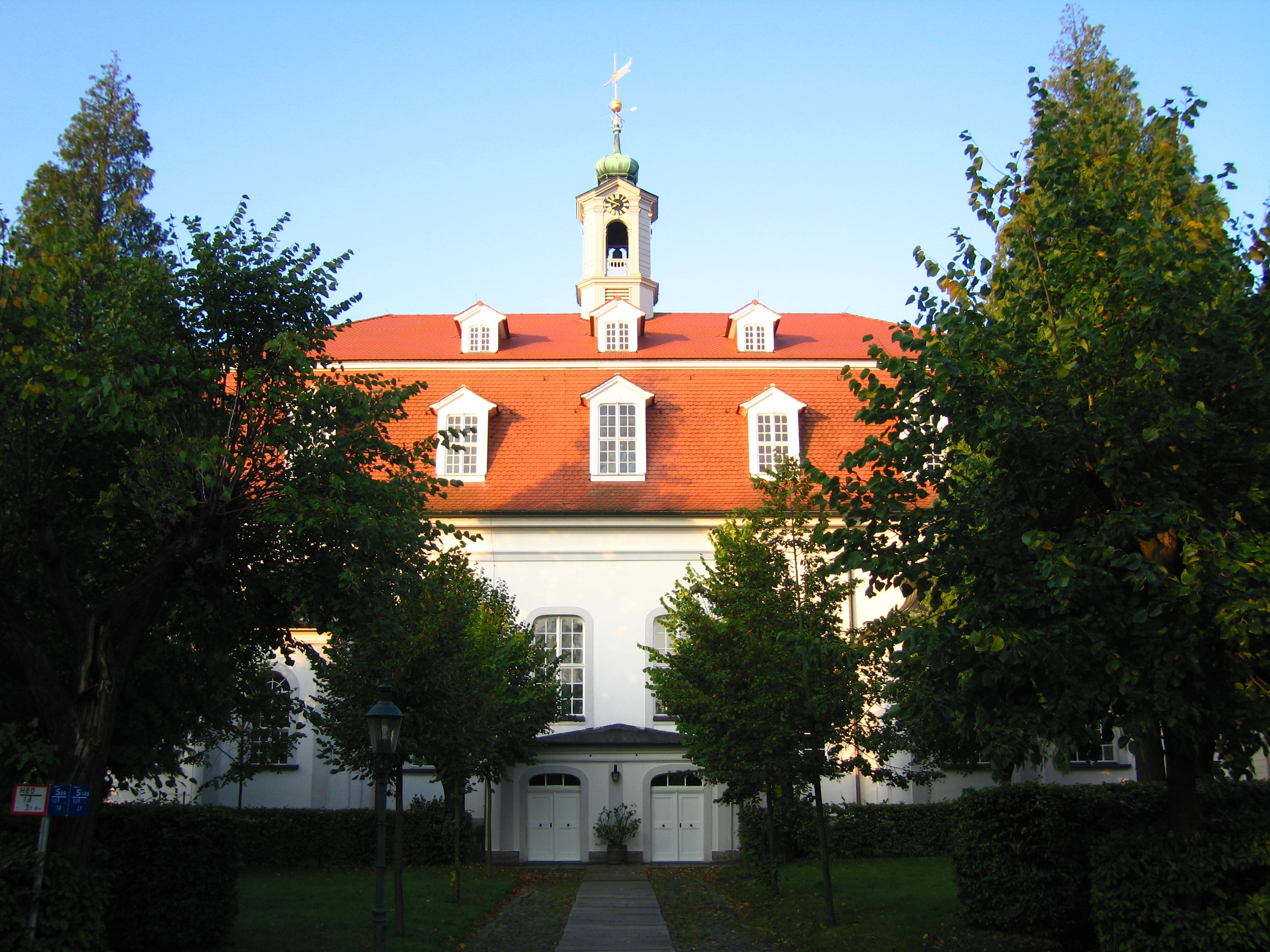
Kościół braci morawskich
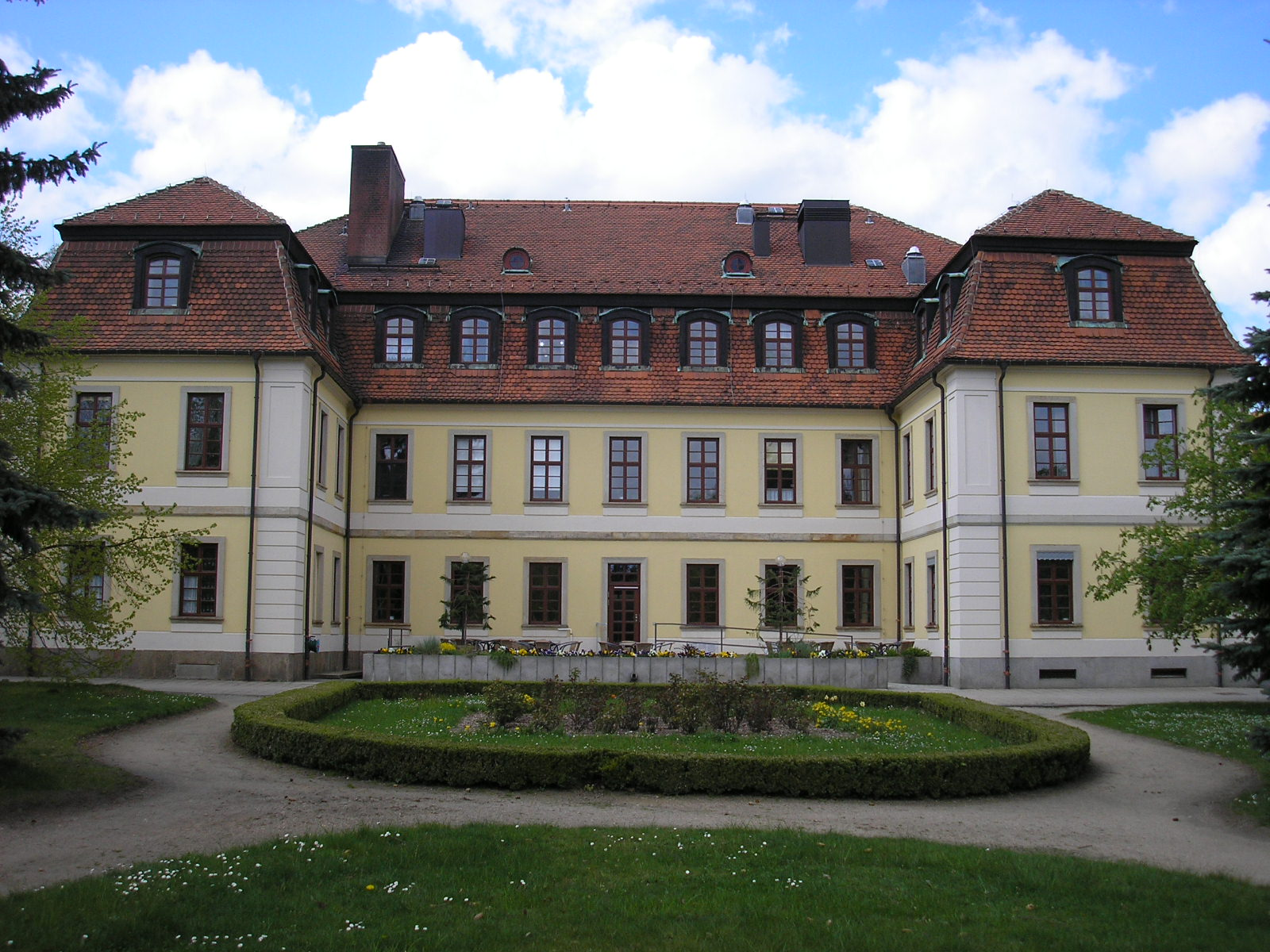
Pałac
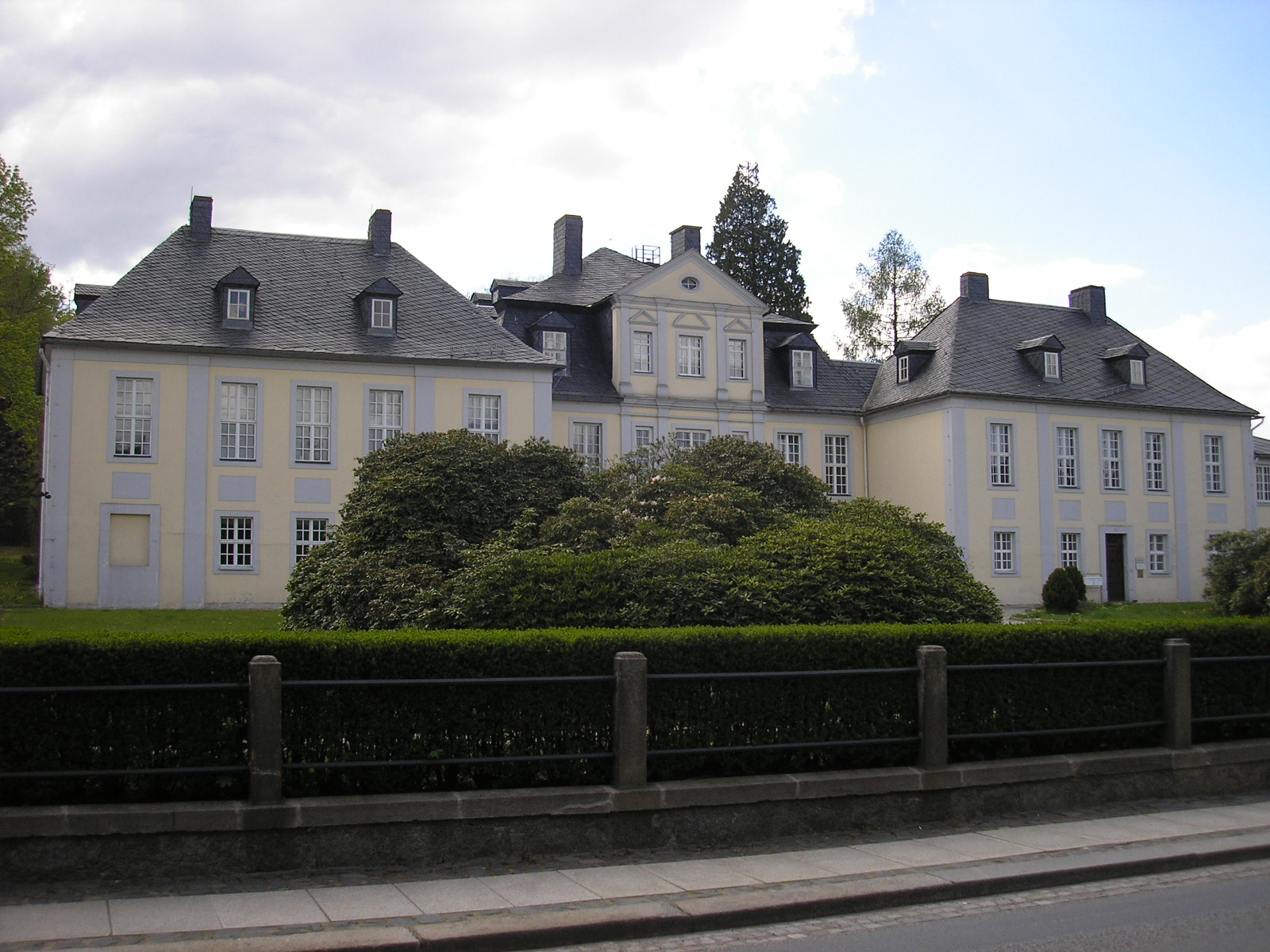
Dwór Wójta
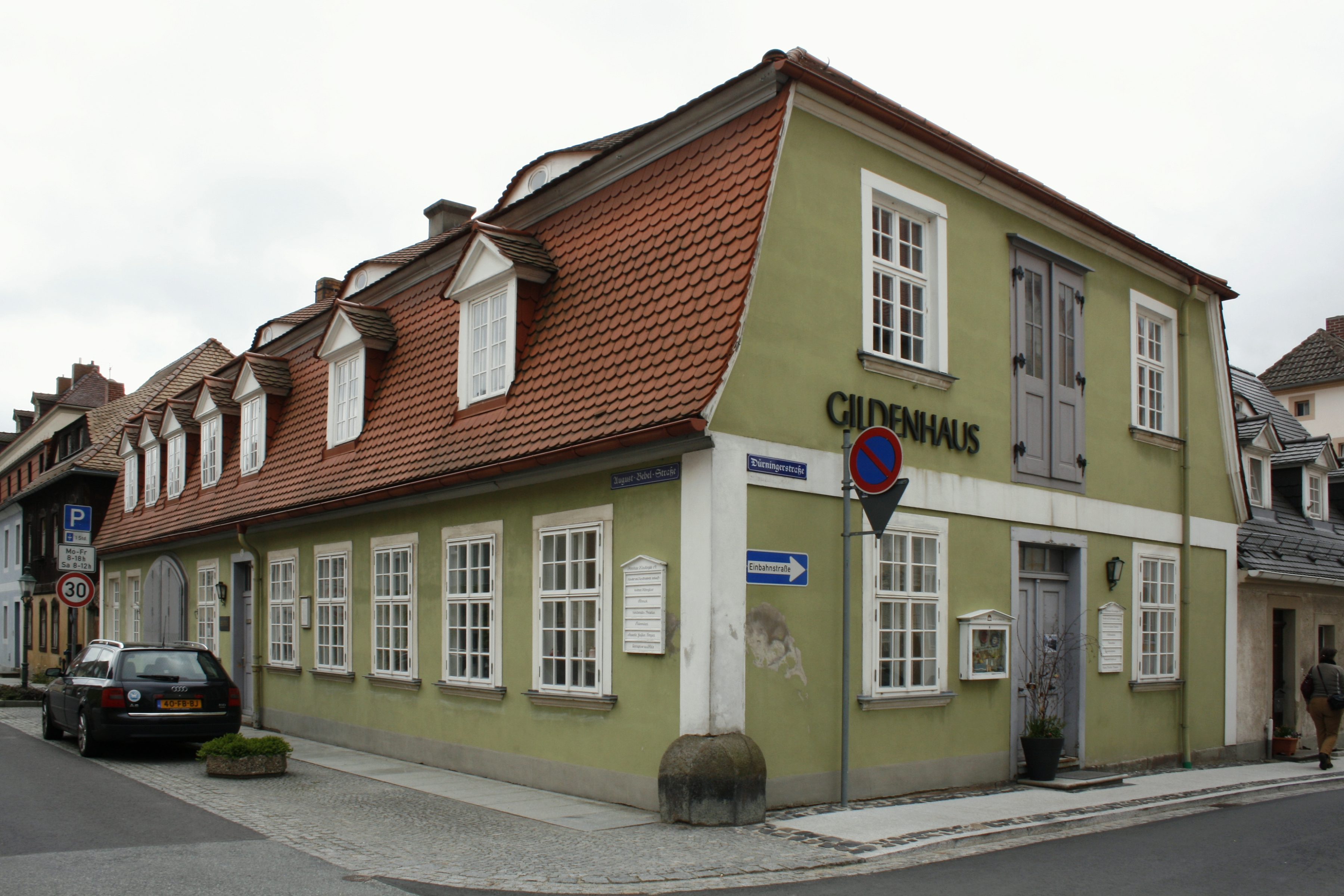
Dom Gildii
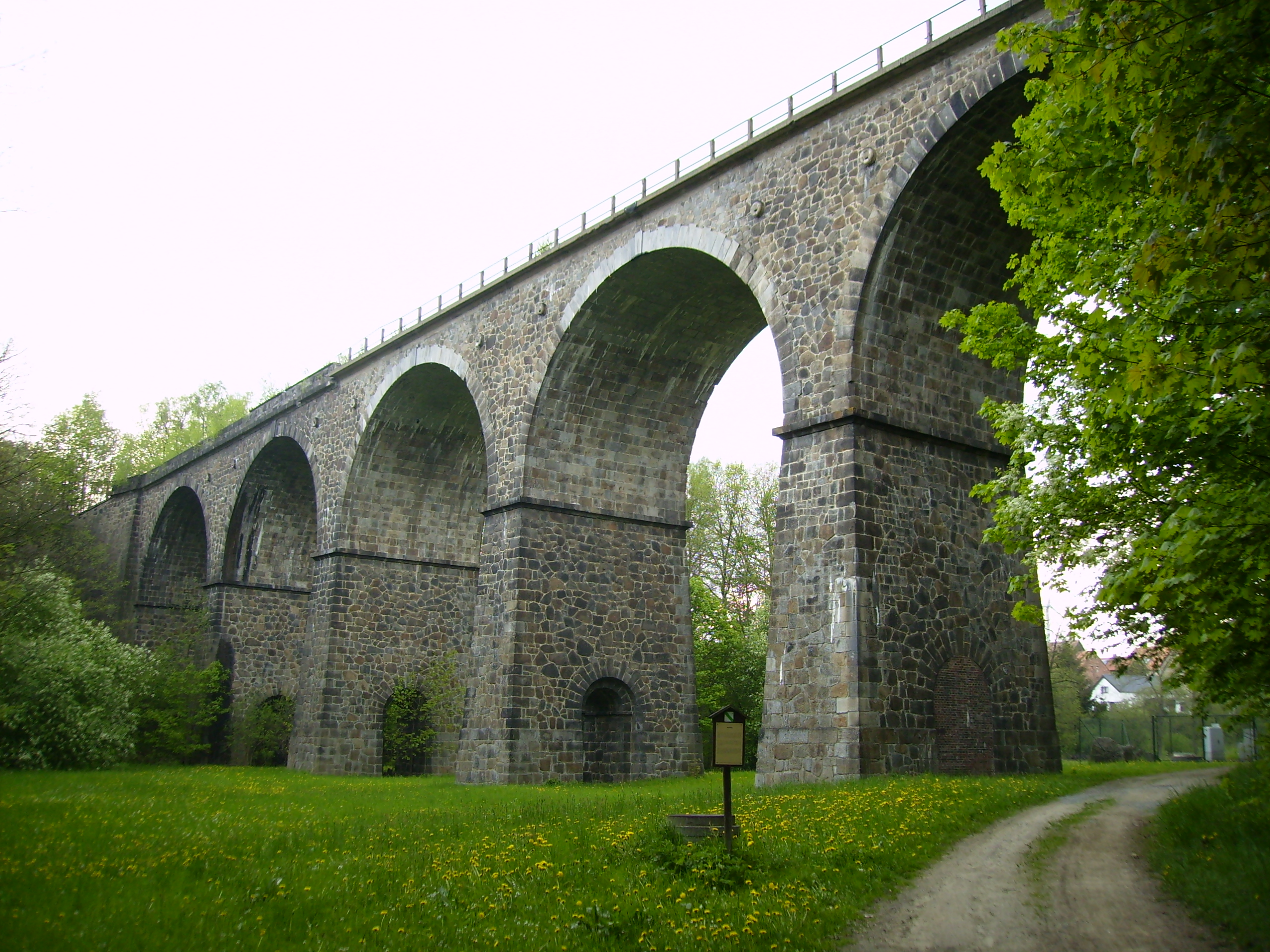
Wiadukt
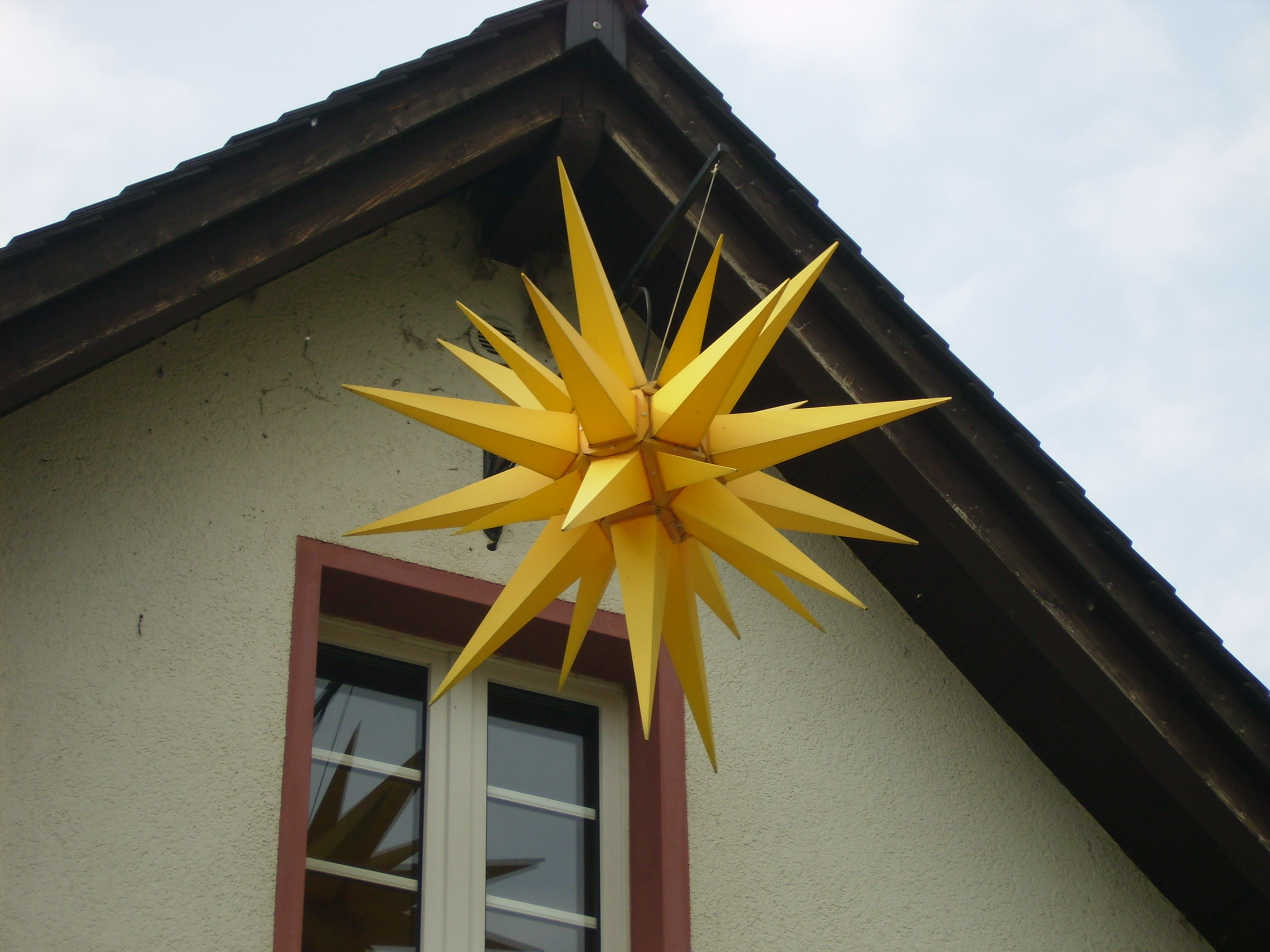
Gwiazda morawska
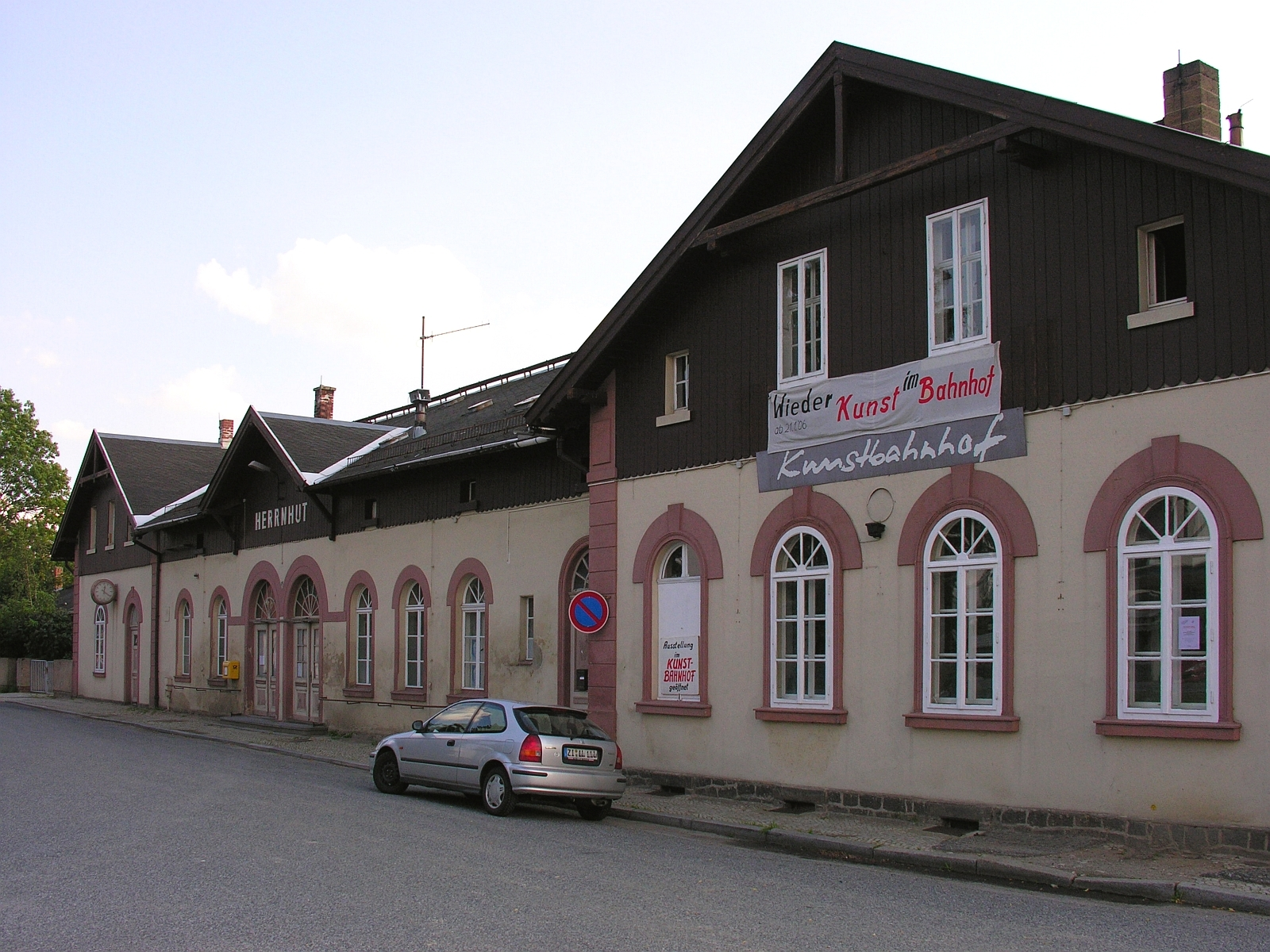
Dworzec kolejowy
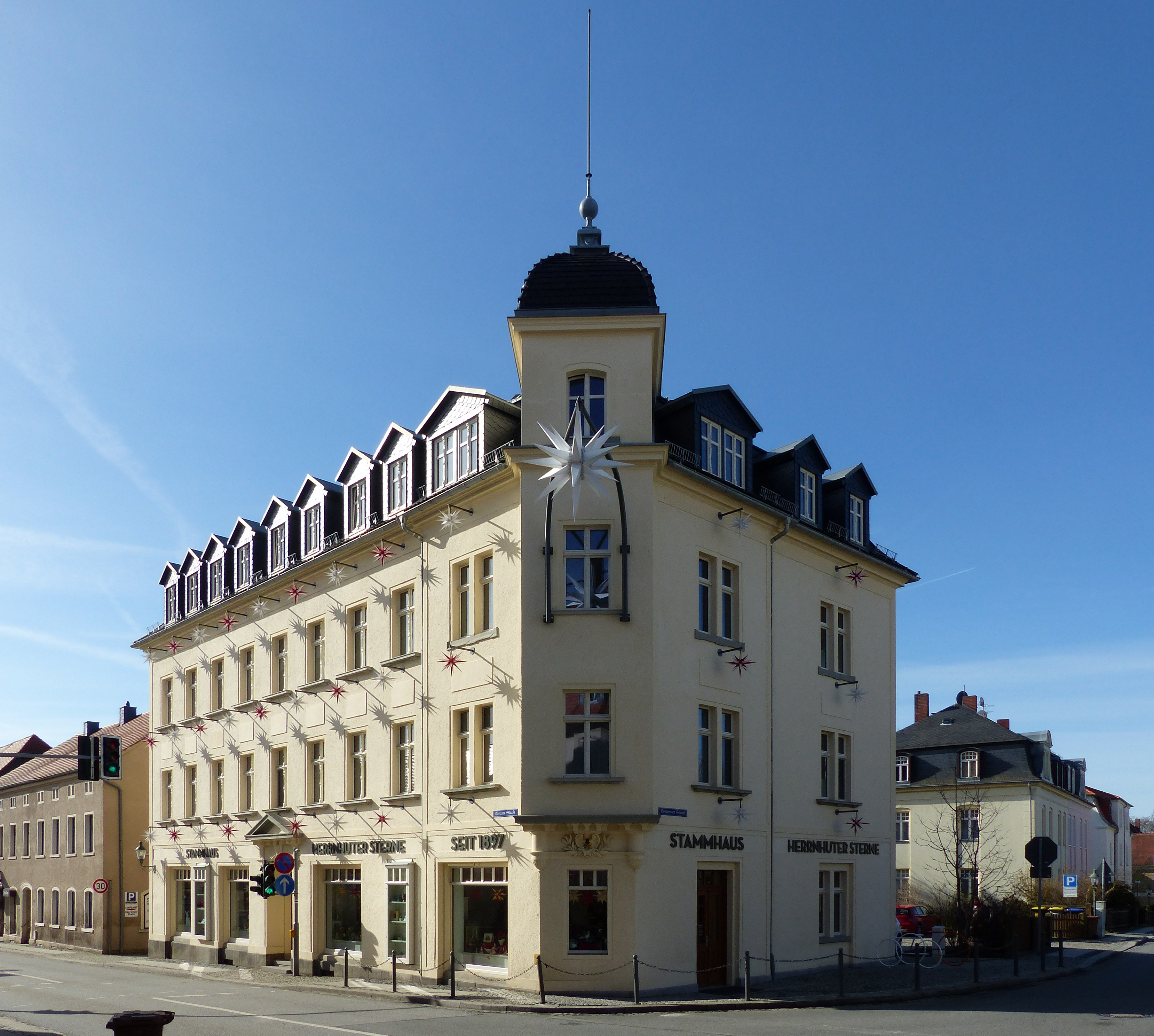
Kamienica przy ul. Lubijskiej (Löbauer Straße)
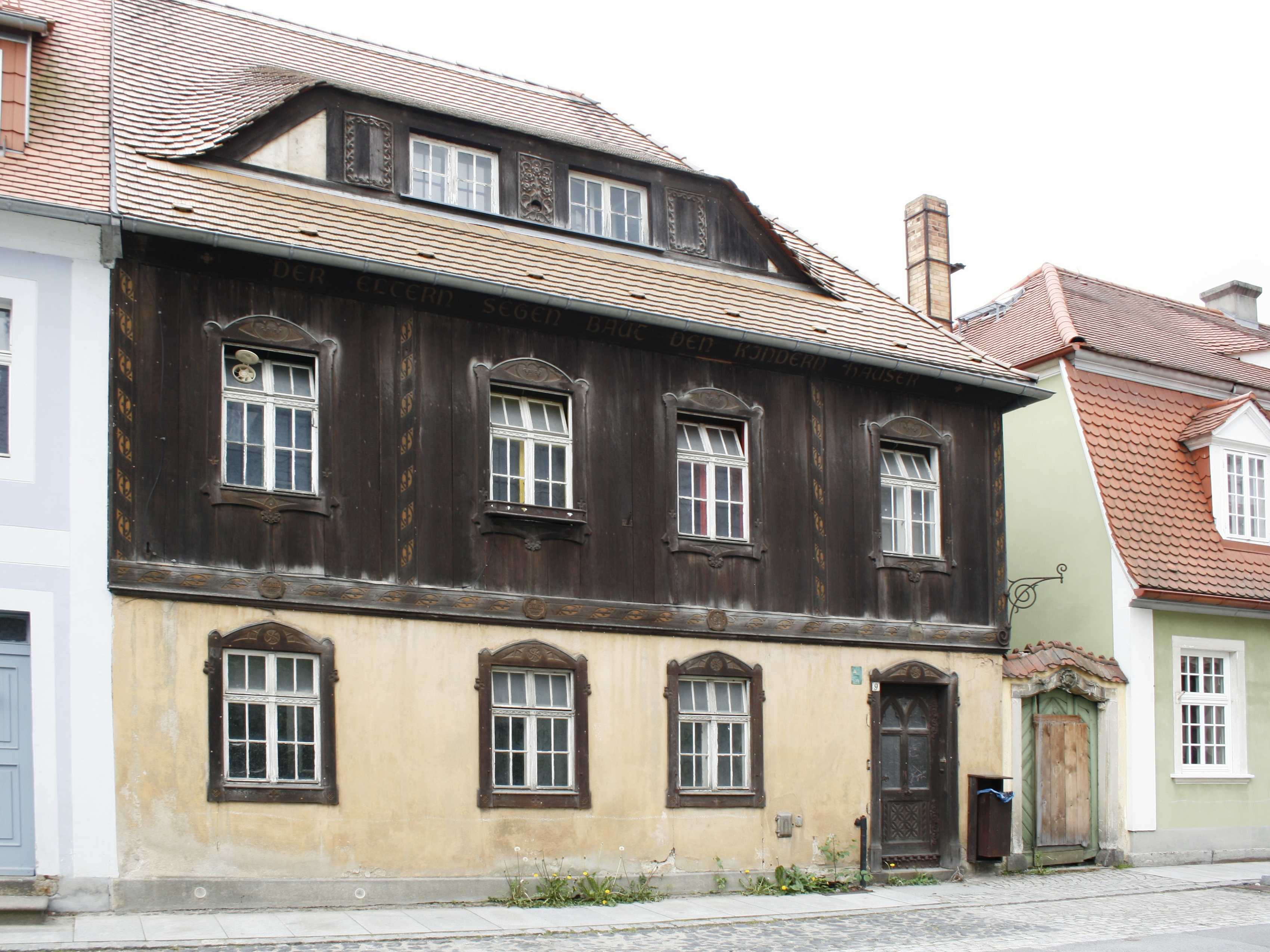
Dom przy ul. Augusta Bebela
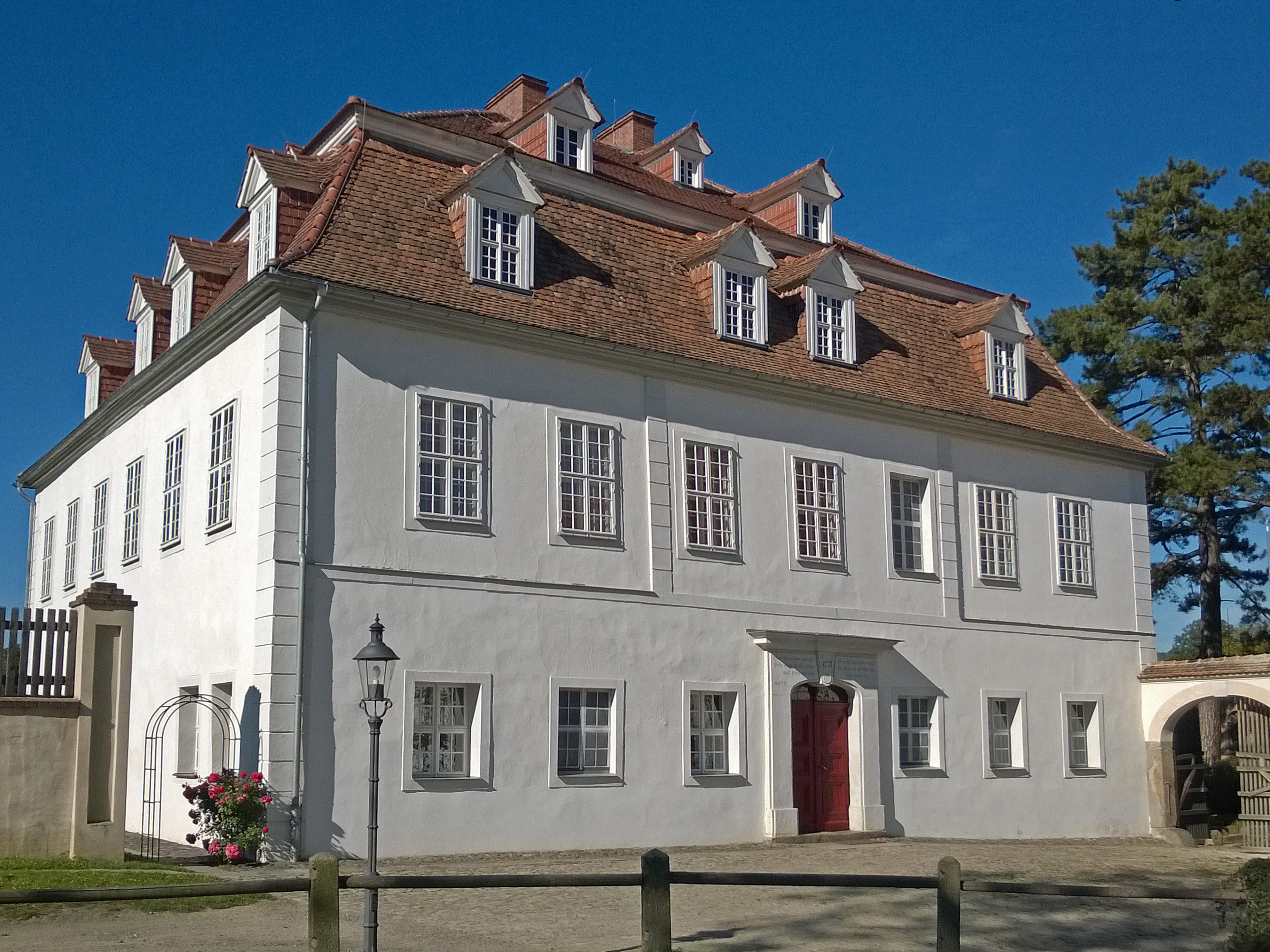
Zamek w Berthelsdorf